# Un secchio di sangue
Un secchio di sangue (A Bucket of Blood) è un film del 1959 diretto da Roger Corman. È una commedia nera che trae spunto un po' alla lontana da una storia scritta nel 1930 da Charles Belden. Il lavoro di Belden era stato portato per la prima volta sullo schermo da Michael Curtiz nel 1933 con il film La maschera di cera.

## Trama
Walter Paisley fa il cameriere allo Yellow Door, un popolare ritrovo beatnik frequentato dagli artisti. Un recital di poesia tenuto da Maxwell H. Brock colpisce profondamente Walter, che si sente attratto dall'ambiente e, soprattutto, da Carla, una disegnatrice. Ma Maxwell disprezza apertamente l'ingenuo cameriere che depresso, torna a casa, dove, nella sua stanzetta, cerca di modellare la creta per creare pure lui un'opera d'arte. I suoi tentativi vanno a vuoto e, in preda alla rabbia, uccide per errore il gatto della padrona di casa che miagolava dietro un pannello, trafiggendolo con un coltello. Inorridito, non sa che fare. Poi, per nascondere il misfatto, copre il cadaverino con la creta lasciando visibile anche l'arma del delitto conficcata sull'animale.

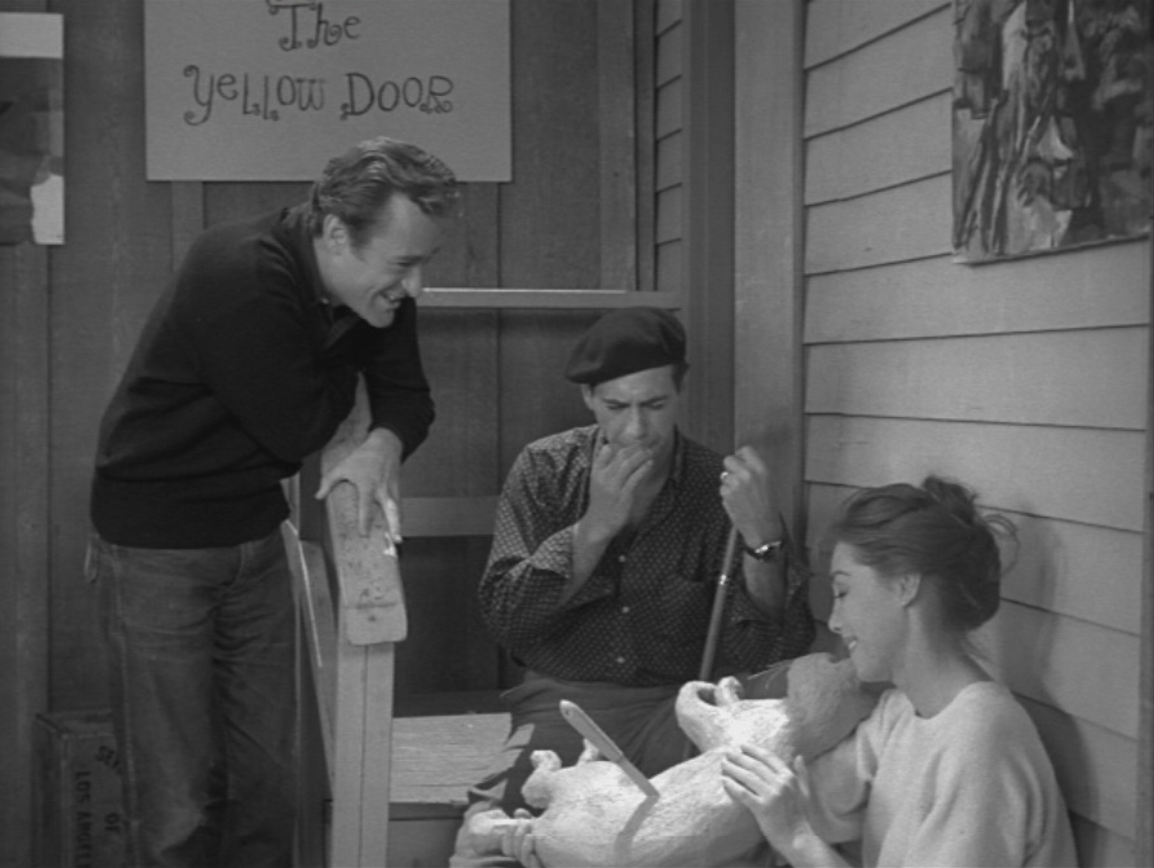
La "scultura" del gatto

Il giorno dopo, presenta allo Yellow Door la sua "opera d'arte". Tutti sono sorpresi e ammirati dalla qualità artistica di quel piccolo capolavoro: Leonard, il proprietario, espone il gatto e gli avventori, la sera, elogiano l'autore. Naolia, una delle clienti, giunge ad offrire un dono a Walter, regalandogli una fiala. Due frequentatori abituali del locale sono due poliziotti sotto copertura, alla ricerca di eventuali pusher. Uno dei due, Lou Raby, segue Walter a casa, dove gli chiede di mostrargli la fiala che è piena di eroina. Sorpreso e confuso quando l'altro gli rivela di essere un poliziotto e fa per arrestarlo, Walter reagisce tirandogli in testa una padella che spacca la testa di Raby.
Allo Yellow Door, intanto, Leonard ha scoperto con raccapriccio che sotto la creta c'è della pelliccia di gatto: il giorno dopo, canzona Walter per il suo "talento" artistico, ma Carla lo difende. Walter allora prende coraggio e annuncia di avere un nuovo lavoro che ha intitolato "L'uomo assassinato". Ovviamente si tratta di Lou, anche lui ricoperto di creta come il gatto. Leonard, pur se titubante, suggerisce al cameriere di creare altre opere così da poter organizzare una mostra. 
Lasciato il lavoro di cameriere, Walter diventa anche lui uno dei clienti del locale, aggregandosi alla brigata degli artisti. Un giorno Alice, una modella rimasta assente per qualche tempo, torna allo Yellow Door e tratta con sufficienza Walter, che per lei è solo un aiuto cameriere. Lui si offende ma poi la segue, chiedendole di fare la modella per lui. La donna accetta. Quando però si reca a casa di Walter, quest'ultimo la strangola con una sciarpa. Anche lei finisce per diventare una delle sue statue che saranno esposte alla mostra.
Maxwell, il giorno dopo, ammira il nuovo lavoro e lo omaggia con una poesia. Dopo una notte di bagordi, ubriaco, Walter è preso dalla tristezza e dal timore che la sua popolarità potrebbe finire da un momento all'altro. Vedendo in una segheria un uomo che sta tagliando del legno, lo aggredisce e gli taglia la testa con una grande sega circolare. Quando porta il suo nuovo lavoro a Leonard, questo lo supplica di non portargli più niente.
La sera della mostra, Carla gli confessa che, pur ammirando il suo talento, lei non è innamorata di lui. Walter è amareggiato per il rifiuto e chiede alla donna se è disposta a fargli da modella. Anche se tutti i critici intervenuti lodano le sue opere, Walter pensa ad altro. Carla, intanto, guardando con attenzione la statua di Alice, scopre un dito umano che affiora dalla creta. Inorridita, affronta l'uomo che si difende citando la poesia di Maxwell e dicendole di aver dato l'immortalità a delle persone altrimenti senza valore. Altri invitati si rendono conto che quelle non sono sculture ma cadaveri. Walter, che ormai sente le voci delle sue vittime, fugge spaventato, rifugiandosi a casa. Qui viene ritrovato impiccato dai suoi inseguitori.

## Produzione
Il film fu prodotto dalla Alta Vista Productions con il titolo di lavorazione The Living Dead.
Paul Louis Thirard si Positif n. 126 dell'aprile 1971 recensisce «questo film minore insieme a Little Shop of Horrors, che è del 1963». Così il critico francese: «(...) questi due piccoli film hanno il fascino della forza macabra, della pochade granguignolesca e cedono allegramente a quell'aspetto ilare che Corman, se non nasconde mai completamente, non ha neanche mai lasciato veramente vedere se non in film come The Raven (...). A Bucket of blood è dei due il più riuscito».
Nella sua autobiografia, Corman racconta che girò il film con un budget di 50.000 dollari «in pochi set e in cinque giorni» e lo definisce «una commedia satirica horror sull'ambiente dei caffè beat allora in voga (...) Fu come un gioco allegro e chiassoso fin dall'inizio, il set sembrava una festa, non pareva nemmeno di lavorare (...) Quando un critico scrisse che quel mondo dell'arte era una metafora di quello del cinema, non negai».

## Distribuzione
Distribuito dall'American International Pictures (AIP), il film uscì nelle sale USA il 21 ottobre 1959. Nel 1962, fu distribuito anche nella Germania Ovest (16 febbraio) e in Austria (giugno).
È stato pubblicato diverse volte in VHS e in DVD sia negli Stati Uniti sia sul mercato internazionale.
La pellicola è entrata nel pubblico dominio negli Stati Uniti.